# Пешита
Пешита е превод на Библията на сирийски език, стандартен за сирийската православна църква. Появява се преди отделянето на сирийското християнство през V век и е приета както от яковитите, така и от несторианците.
Общото, но не всеобщо мнение е, че Старият завет на Пешита е преведен от иврит на сирийски език, вероятно през II век и че Новият завет на Пешита е преведен от гръцки. Този Нов завет първоначално изключва някои оспорвани книги (2 Петър, 2 Йоан, 3 Йоан, Юда, Откровение) се превръща в стандарт до началото на 5 век. Петте изключени книги биват добавени във версията на Томас от Харкел (616 г.).